# Hippocampus bargibanti
Hippocampus bargibanti е вид морско конче от семейство иглови (Syngnathidae).

## Разпространение и местообитание
Видът е разпространен в крайбрежните райони от южните части на Япония и Индонезия до северните части на Австралия и Нова Каледония. Може да се види в рифове и склонове на дълбочина от 10 до 40 метра.